# C'è sempre una canzone
C'è sempre una canzone è un singolo del cantante italiano Luca Carboni, il terzo estratto dall'album Fisico & politico e pubblicato il 24 gennaio 2014.

## Descrizione
Il testo e la musica del brano sono stati scritti da Luciano Ligabue.

## Video musicale
Il video, diretto dal regista Fabio Jansen, è composto da immagini dal vivo e di backstage del concerto-evento che Luca Carboni ha tenuto il 20 dicembre 2013 presso il PalaDozza di Bologna con ospiti Alberto Bertoli, Alice, Andrea Mingardi, Biagio Antonacci, Elisa, Gaetano Curreri, Gianni Morandi, Jovanotti, Riccardo Sinigallia, Ron, Samuele Bersani, Saturnino e Tiziano Ferro.
Il video è stato presentato in anteprima attraverso il sito del Corriere della Sera il 13 febbraio 2014.

## Tracce
Testi e musiche di Luciano Ligabue.
1. C'è sempre una canzone – 4:01

## Formazione
- Luca Carboni – voce
- Christian Rigano – programmazione, tastiera
- Michael Landau – chitarra elettrica ed acustica
- Regge Hamilton – basso
- Gary Novak – batteria

## Versione di Luciano Ligabue
Nel 2015 Luciano Ligabue, autore del brano, ne registra una versione completamente riarrangiata e la pubblica il 13 marzo 2015 come primo singolo estratto dal suo album dal vivo Giro del mondo. Il brano utilizza un campionamento di Shout dei Tears for Fears del 1984 ed altre sonorità di batteria e chitarra ispirati al medesimo brano.

### Video musicale
Il videoclip, diretto da Riccardo Guarneri e prodotto da Giovanni Battista Tondo, anticipa i contenuti del DVD, in un collage di immagini che raccontano la dimensione epica dei grandi stadi italiani, così come la prima volta di Ligabue nel continente americano, acclamato in Canada, nei teatri e club di New York, San Francisco, Miami e Los Angeles, fino ad arrivare a cornici più esotiche nei locali di San Paolo e Shanghai con tappe anche in Argentina, Giappone e Australia.

### Tracce
1. C'è sempre una canzone – 4:01

### Classifiche
| Classifica (2015) | Posizione massima |
| ----------------- | ----------------- |
| Italia            | 24                |
| Italia (airplay)  | 1                 |